# Dramatical Murder
Dramatical Murder (ドラマティカル マーダー?, Doramatikaru Mādā, scritto DRAMAtical Murder in alfabeto latino) è una visual novel di genere yaoi ad ambientazione futuristica.

## Trama
La storia si svolge in un futuro molto lontano, un'epoca in cui il Rhyme, un gioco di combattimenti virtuali, è incredibilmente popolare. È molto diffusa anche la presenza degli Allmate, delle intelligenze artificiali. Aoba vive una vita ordinaria, lavora in un negozio e abita assieme alla nonna Tae sull'isola di Midorijima. Non è interessato al Rhyme e non appartiene a nessuna banda. Un giorno però, quando si trova coinvolto nelle misteriose sparizioni che tormentano la città, inizia ad indagare sui misteri dell'isola, allo scopo di proteggere la sua vita quotidiana.

## Ambientazione
In un prossimo futuro, l'imprenditore Tatsuo Toue ha costruito sull'isola di Midorijima (碧島?) una comunità esclusiva a cui accedono solo vip e persone d'élite: Platinum Jail. La popolazione autoctona, grazie al potere di Toue, è stata segregata in un fatiscente ghetto: il vecchio Distretto Residenziale.
Allmate
Gli Allmate sono dei dispositivi elettronici dalle forme più variegate – solitamente di animali domestici – che accompagnano nella vita di tutti i giorni i propri padroni. Intelligenze artificiali, alcuni – soprattutto i più giovani – li impiegano come alleati e supporto nel gioco virtuale Rhyme.
Ribsteez
Nel violento quartiere popolare gli scontri tra bande sono all'ordine del giorno; i gruppi più accaniti sono quelli dei Ribsteez, ragazzi coinvolti in guerre tra writers che prevedono oltre agli scontri fisici l'appropriarsi dei territori applicando con lo spray il logo del gruppo.
Rhyme
Gioco virtuale promosso da Toue e dal suo Allmate Usui che prevede lo scontro tra giovani e bande in un'ambientazione fittizia costruita per l'occasione, un vero e proprio videogioco di simulazione. In Rhyme è permesso avvalersi dell'uso del proprio Allmate, mentre i tornei e gli eventi ufficiali sono gestiti dallo sponsor e da Usui.

## Personaggi

Aoba e Ren nella realtà virtuale

### Personaggi principali
Aoba Seragaki ( 瀬良垣 蒼葉 ?,  Seragaki Aoba)
Doppiato da Atsushi Kisaichi e Hiroko Miyamoto (bambino)
Protagonista ed impiegato nel negozio di pezzi di ricambio chiamato Mediocrity. Il suo unico desiderio è vivere una vita tranquilla, insieme alla nonna Tae e agli amici di sempre Kojaku e Mizuki. Estraneo alle guerre dei Ribsteez, e per questo spesso preso di mira dalle bande, Aoba è dotato di un potente potere mentale: lo Scrap; grazie a questo, attraverso la sua voce, il ragazzo è capace di scavare nei recessi della mente di ogni suo obiettivo e, se lo desidera, manipolarne i pensieri. Dentro di lui risiede un'entità che rappresenta lo Scrap, che di solito viene fuori quando il ragazzo è emotivamente turbato. L'altro Aoba desidera solo caos e distruzione ed è sadico e manipolatore.
 Ren ( 蓮?)
Doppiato da Ryōta Takeuchi
Allmate di Aoba dalle sembianze canine nel mondo reale ed umane nel mondo virtuale. Alleato e compagno del padrone, svela infine di essere stato creato per limitare l'influsso dell'Aoba malvagio sul ragazzo di cui è custode.
 Kōjaku ( 紅雀 ?)
Doppiato da Hiroki Takahashi, da Eiji Miyashita (bambino)
Amico d'infanzia di Aoba e capo del gruppo Ribsteez Benishigure. Dal carattere solare e dal grande successo con le donne, Koujaku è un libero parrucchiere di Midorijima, dal difficile passato in quanto figlio di un capo yakuza e responsabile della morte dei familiari.
 Noiz ( ノイズ ?,  Noizu,  il vero nome è Wilhelm)
Doppiato da Satoshi Hino
Hacker tedesco fuggito dai genitori in Germania, Noiz è a capo del gruppo Rhyme Ruff Rabbit, affetto da CIPA il ragazzo è stato per questo segregato dal resto del mondo dalla famiglia sino alla sua riuscita fuga. L'incapacità di sentire il dolore lo porta ad essere un freddo calcolatore ed un accanito e violento giocatore di Rhyme. Il suo abbigliamento è spiccatamente cybergoth.
 Mink ( ミンク ?,  Minku)
Doppiato da Kenichiro Matsuda
Capo del gruppo Ribsteez Scratch composto da ex-detenuti, Mink è un nativo americano la cui gente è stata sterminata da Toue nella folle ricerca di soluzioni capaci di garantire il controllo mentale. La popolazione di Mink coltivava infatti un'erba dagli effetti sedativi, per impadornirsi di questa varietà vegetale Toue ha ucciso e condotto nei suoi laboratori gli indigeni. Mink, fuggito da tale prigionia, ha giurato vendetta al magnate e da allora impiega senza scrupoli la violenza per i suoi scopi.
 Clear ( クリア ?,  Kuria)
Doppiato da Masatomo Nakazawa
Androide fuggito dai laboratori di Toue. Esperimento fallito di Konzern per il controllo mentale attraverso l'udito, Clear è stato raccolto da un uomo che l'ha curato sino alla morte, il suo «nonnino». Imbattutosi in Aoba, si affeziona al ragazzo seguendolo ovunque e chiamandolo Master. Indossa sempre una maschera antigas e ha l'abitudine di cantare quella che chiama La canzone della medusa, lascito inconscio della programmazione di Toue.

### Altri personaggi
Beni ( ベニ?)
Doppiato da Keisuke Goto
Allmate di Kojaku.
 Hurakan ( ルラカン ?,  Rurakan)
Doppiato da Hitoshi Bifu
Allmate di Mink.
Usagimodoki  (ウサギモドキ Usagimodoki), poi chiamato Midori (緑 Midori) in DRAMAtical Murder Drama CD Vol. 4 – noiz
Doppiato da Hiroko Miyamoto
Allmate di Noiz.
 Mizuki ( ミズキ?)
Doppiato da Kenji Takahashi
Amico d'infanzia di Aoba e Kojaku, è il capo del gruppo di Ribsteez Dry Juice. La sua occupazione è quella di tatuatore nel negozio Black Needle.
 Tae ( タエ?)
Doppiata da Fuzuki Kun
Nonna adottiva di Aoba. Un tempo ricercatrice nei laboratori Toue, quando Tae scopre i loschi fini delle sue ricerche, decide di fuggire e portare con sé Aoba, bambino col potere dello Scrap.
 Tatsuo Toe (東江 達夫 ?, Tōe Tatsuo )
Doppiato da Tadahisa Saizen
Principale antagonista e presidente della omonima impresa che gestisce, il Platinum Jail. Sebbene mostri ai media il volto dell'uomo giusto e benevolo, è in realtà alla ricerca del controllo mentale sulla gente. Per perseguire i suoi loschi fini non disdegna di avvalersi di yakuza come Trip e Virus o sfruttare il giovane Sei.
 Usui (卯水?)
Doppiata da  Tsuguo Mogami
Allmate virtuale di Toue dalle sembianze di giovane donna con dieci braccia. Gestisce i tornei di Rhyme con la sua voce dai poteri manipolatori; è in possesso di questi ultimi in quanto creata grazie allo sfruttamento di Sei, gemello di Aoba.
 Virus ( ウイルス ?,  Uirusu) e ; Trip ( トリップ ?,  Torippu)
Doppiati da Junji Majima e Tomoyuki Higuchi
Yakuza dall'ingannevole aspetto di gemelli, sono a capo del gruppo Morphine; interessati solo al proprio tornaconto, lavorano per Toue. Giocatori di Rhyme, sono grandi ammiratori di Aoba.
 Sei ( セイ?)
Doppiato da Yūichi Iguchi
Gemello di Aoba, rimane prigioniero di Toue e perciò sfruttato per i suoi loschi fini in quanto possessore – come il fratello – dello Scrap. All'apparenza apatico e quasi inanimato, Sei – dopo anni di esperimenti in laboratorio – desidera solo la morte quale liberazione. Una volta che il fratello gli avrà accordato il desiderio di morire, Sei lascia il suo corpo all'Allmate di Aoba, Ren.

## Media

### Manga
Ispirato alla serie è uscito nel 2012 anche un adattamento manga, con le illustrazioni di Torao Asada. DRAMAtical Murder è pubblicato da Enterbrain sulla rivista B's-Log Comic.

### Anime
Il gioco è stato adattato nel 2014 in una serie anime, dai contenuti ben mitigati rispetto all'originale; ne è esempio il genere: se è yaoi il videogioco, nell'anime l'esperienza omosessuale scompare o viene appena suggerita. 
La sigla di apertura è SLIP ON THE PUMPS cantata dai GOATBED, la sigla di chiusura (per gli episodi dall'1 al 6, e per l'11) è BOWIE KNIFE cantata sempre dai GOATBED. Per gli episodi dal 7 al 10, e per il 12, le sigle di chiusura sono cantate dagli artisti che hanno cantato anche le canzoni finali delle varie route di DRAMAtical Murder re:connect; BY MY SIDE e Lullaby Blue di Kanako Itō rispettivamente per l'episodio 7 e 9, Felt di Seiji Kimura per l'episodio 8, Soul Grace dei VERTUEUX per l'episodio 10, Angels (天使達) dei GOATBED per l'episodio finale. 
Un DVD/Blu-ray è stato pubblicato il 24 dicembre 2014 contenente tutti i 12 episodi. Assieme alla colonna sonora originale e un drama CD intitolato Welcome to Dramatical Tea Shop Cyan Moon (ドラマティカル喫茶 ・ シアンムーンへようこそ Dramatical Kissa Cyan Moon he Yōkoso), è incluso anche l'OAV dal titolo Data_xx_Transitory che presenta le fini cattive del gioco.

#### Episodi
| Nº  | Giapponese 「Kanji」 - Rōmaji                                                                  | In onda           | In onda |
| Nº  | Giapponese 「Kanji」 - Rōmaji                                                                  | Giapponese        |         |
| 1   | 「Login」                                                                                      | 6 luglio 2014     |         |
| 2   | 「Crack」                                                                                      | 13 luglio 2014    |         |
| 3   | 「Presage」                                                                                    | 20 luglio 2014    |         |
| 4   | 「Disappearance」                                                                              | 27 luglio 2014    |         |
| 5   | 「Error」                                                                                      | 3 agosto 2014     |         |
| 6   | 「Revelation」                                                                                 | 10 agosto 2014    |         |
| 7   | 「Distance」                                                                                   | 17 agosto 2014    |         |
| 8   | 「Reply」                                                                                      | 24 agosto 2014    |         |
| 9   | 「Echt」                                                                                       | 31 agosto 2014    |         |
| 10  | 「Faith」                                                                                      | 7 settembre 2014  |         |
| 11  | 「Fixer」                                                                                      | 14 settembre 2014 |         |
| 12  | 「Dawn」                                                                                       | 21 settembre 2014 |         |
| OAV | 「ドラマティカル マーダー OVA「Data_xx_Transitory」」 - Doramatikaru Mādā - Data_xx_Transitory | 24 dicembre 2014  |         |